# Polonia Bytom
Maillots
Le Polonia Bytom (Klub Sportowy Polonia Bytom) est un club polonais de football situé en Haute Silésie dans la ville de Bytom. Le club a été créé officiellement le 4 janvier 1920.

## Historique

### Les dates clefs
- 4 janvier 1920 : fondation du club Polonia Bytom ;
- août 1922 : fin de l'existence du Polonia Bytom à la suite des conflits insurrectionnels silésiens ;
- 29 mai 1945 : re-fondation du club sous le même nom.

### L'historique
Le premier président du club fut Edmund Grabianowski. Le premier match du Polonia Bytom eut lieu peu de temps après, en février 1920 contre le Pogon Katowice. Les matchs qui suivirent furent contre le TS Poniatowski (défaite 1 but à 4) ainsi que contre le Naprzod Lipiny.
Le premier succès du Polonia Bytom fut le match nul contre l’équipe du « Royal Oxford », dans laquelle jouaient alors les soldats anglais stationnant en Silésie du temps encore du plébiscite qui fut à cette époque là le nom de l’organe d’administration local de Haute-Silésie juste après la Première Guerre mondiale. Ce n’est qu’après un an d’existence, en janvier 1921 que le Polonia Bytom enregistra sa première victoire en battant 5 buts à 3 le « 13 » Sosnowiec. 

Le Polonia Bytom fut supprimé en août 1922. La liquidation du club résultait de raisons politiques liées à la IIIe insurrection Silésienne qui eut pour conséquence la division de la Silésie entre l’Allemagne et la Pologne. Les dirigeants et les joueurs pour la  plupart ont rejoint en 1926 le club nouvellement constitué appelé Klub Sportowy Miechowice.  
Le club ressuscita après la Seconde Guerre mondiale sous le même nom de « Polonia Bytom » en mai 1945 avec l’aide de Polonais qui s’installèrent à Bytom après avoir été chassés de Lwow.Le premier président d'après guerre fut Jan Wilga. Le 17 mai 1945 le Polonia Bytom disputa son premier match d’après guerre à Poznań contre le Warta local qu’elle battit 3 buts à 2.
Les plus grands succès du club furent les titres de champion de Pologne remportés 2 fois (1954, 1962), ainsi que l'International football cup lors de la saison 1964/65 (l’équivalent de la coupe Intertoto). Un an avant cette victoire, le Polonia Bytom fut déjà finaliste malheureux de cette même coupe. 
Le Polonia Bytom gagna également la coupe d’Amérique et fut 3 fois finaliste de la coupe de Pologne, coupe qu’elle n’a jamais réussi à remporter. Le Polonia Bytom fut le premier club Polonais de l'histoire à se qualifier pour le 2e tour (À cette époque le 1/8 de finale) de la Coupe d'Europe des vainqueurs de coupe lors de la saison 1962/63.
Le 7 juillet 1997, avec l’initiative des autorités de la ville de Bytom et les chefs de la Compagnie du Charbon de Bytom (Bytomska Spolka Weglowa) le Polonia Bytom fusionna avec son rival local, le Szombierki Bytom. C’est sur les bases de ces deux clubs titrés que devait naître un seul club plus puissant. Malheureusement, pour cause de conflits internes, la fusion prit fin rapidement, ainsi, le 30 novembre 1998 la fusion s’est achevée.
Le 22 juin 2005 le club fut promu en 2e division après sa victoire en barrage contre le Szczakowianka Jaworzno. Lors de la saison 2004/2005 le Polonia Bytom s’est maintenu en 2e division grâce à sa victoire en barrage contre l’équipe du Unia Janikowo qui espérait, comme le Polonia un an auparavant, accéder à l’échelon supérieur. Au match aller à l’extérieur, le Polonia avait fait match nul 0-0 pour ensuite s’imposer dans son fief de Bytom 1-0 grâce au but salvateur de Andrzej Rybski. Il est intéressant de souligner que malgré sa défaite contre le Polonia Bytom, Unia Janikowo accéda à la 2e division après que le Kania Gostyn pour cause de problèmes financiers se retira de la 2e division.
Juste avant la saison 2006-2007, Dariusz Fornalak fut nommé entraîneur du Polonia. L’objectif du modeste Polonia Bytom était de se maintenir en 2e division sans se retrouver dans la zone rouge synonyme de barrage pour le maintien. Le début de saison n’annonçait rien de particulier, c’est seulement après la victoire 5-0 du Polonia Bytom à l’extérieur contre le Stal Stalowa Wola que quelque chose au sein du groupe se déclencha. L’équipe du Polonia Bytom jouait de mieux en mieux et commença à obtenir régulièrement de bons résultats. Lorsque après la trêve hivernale quelques joueurs clefs quittèrent le club (entre autres Jacek Broniewicz vers le Polonia Varsovie et Adrian Pajączkowski vers le Śląsk Wrocław) beaucoup jugeaient qu’il était impossible, que le club gangrené par les problèmes financiers et d’organisation puisse continuer à lutter en vue de la montée dans la Orange Ekstraklasa (1re division Polonaise) bien que le club soit à la 4e place au classement à la mi-saison. Cependant le Polonia Bytom créa la surprise et le 3 juin après sa victoire 3 buts à 2 contre le Piast Gliwice, le Polonia Bytom gagna, après 20 ans d’absence, son billet de retour en 1re division à une journée de la fin ! Le Polonia Bytom gagna son dernier match de la saison 4 à 0 contre le Miedź Legnica confirmant ainsi sa performance sur l’ensemble de la saison et sa place de 3e au classement.

## Bilan sportif

### Palmarès
- Championnat de Pologne de football :
  - Champion (2) : 1954, 1962.
  - Vice-champion (4) : 1952, 1958, 1959, 1961.

- Coupe de Pologne de football :
  - Finaliste (3) : 1964, 1973, 1977.

- International football cup :
  - Vainqueur (1) : 1965.
  - Finaliste (1) : 1964.

- Coupe d'Amérique (Interligue) :
  - Vainqueur (1) : 1965.

- Championnat de Pologne de football junior U-19 :
  - Vainqueur (3) : 1963, 1970, 1978.
  - Vice-champion (1) : 1959.

### Bilan européen
Note : dans les résultats ci-dessous, le score du club est toujours donné en premier
| Saison    | Compétition               | Tour              | Club           | Domicile | Extérieur | Total |
| --------- | ------------------------- | ----------------- | -------------- | -------- | --------- | ----- |
| 1958-1959 | Coupe des clubs champions | Tour préliminaire | MTK Budapest   | 0 - 3    | 0 - 3     | 0 - 6 |
| 1962-1963 | Coupe des clubs champions | Tour préliminaire | Panathinaïkos  | 2 - 1    | 4 - 1     | 6 - 2 |
| 1962-1963 | Coupe des clubs champions | Premier tour      | Galatasaray SK | 1 - 4    | 1 - 0     | 2 - 4 |

Légende
- Victoire ou qualification pour le tour suivant
- Match nul
- Défaite ou élimination de la compétition

## Internationaux polonais
Vingt-trois joueurs du Polonia Bytom ont évolué sous le maillot de l'équipe nationale polonaise :
1. Edward Szymkowiak : 1952 - 1965 / 53 matchs ;
2. Zygmunt Anczok : 1965 - 1973 / 52 matchs ;
3. Jan Banaś : 1964 - 1973 / 36 matchs, 10 buts ;
4. Jan Liberda : 1959 - 1968 / 35 matchs, 8 buts ;
5. Walter Winkler : 1966 - 1971 / 26 matchs ;
6. Ryszard Grzegorczyk : 1960 - 1968 / 23 matchs, 2 buts ;
7. Kazimierz Trampisz : 1953 - 1958 / 11 matchs, 4 buts ;
8. Henryk Kempny : 1955 - 1959 / 16 matchs, 7 buts ;
9. Jan Wiśniewski : 1949 - 1952 / 10 matchs, 1 but ;
10. Henryk Skromny : 1947 - 1952 / 7 matchs ;
11. Henryk Cichoń : 1954 - 1955 / 4 matchs ;
12. Paweł Orzechowski : 1964 - 1966 / 4 matchs ;
13. Hubert Kulawik : 1939 - 1947 / 3 matchs ;
14. Piotr Brol : 1967 / 2 matchs ;
15. Wacław Sąsiadek : 1948 - 1950 / 2 matchs ;
16. Romuald Chojnacki : 1974 / 2 matchs ;
17. Paweł Janik : 1970 / 1 match ;
18. Henryk Apostel : 1962 / 1 match ;
19. Klaus Jerominek : 1952 / 1 match ;
20. Jerzy Jóźwiak : 1962 / 1 match ;
21. Joachim Pierzyna : 1962 / 1 match ;
22. Bogusław Widawski : 1959 / 1 match ;
23. Piotr Brzoza : 1988 / 1 match.

## Meilleurs buteurs du club
1. Jan Liberda : 145 buts, meilleur buteur du championnat de Pologne en 1959 et 1962 ;
2. Kazimierz Trampisz : 84 buts ;
3. Norbert Pogrzeba : 65 buts ;
4. Henryk Kempny : 54 buts ;
5. Jerzy Jóżwiak : 53 buts ;
6. Jan Banaś : 50 buts ;
7. Jan Wiśniewski : 41 buts ;
8. Jerzy Radecki : 35 buts ;
9. Wacław Sąsiadek : 27 buts ;
10. Jan Musiał : 24 buts.

## Les Jeux olympiques
Quatre joueurs du Polonia Bytom ont participé aux Jeux olympiques avec la sélection nationale polonaise :
- Kazimierz Trampisz – 1952 (Helsinki) ;
- Jan Wiśniewski – 1952 ;
- Edward Szymkowiak – 1952, 1960 (Rome) ;
- Ryszard Grzegorczyk – 1960.